# Вертлужная впадина
Вертлужная впадина (лат. acetabulum) — большое чашевидное углубление на боковой поверхности тазовой кости, которая создает тазобедренный сустав с головкой бедренной кости.
Эта выемка в форме полусферы, образована седалищной, подвздошной и лобковой костями, которые соединяются в единую тазовую (безымянную) кость). Вертлужная впадина, в которую помещается головка бедра, образуют тазобедренный сустав. Это самый большой и мощный сустав в человеческом теле, отвечающий за такие функции, как движения бедрами, подъем и опускание, сгибание и разгибание ног, а также принимающий участие в наклонах корпуса.